# Liste des monuments historiques protégés en 1999
Cet article recense les monuments historiques français classés ou inscrits en 1999.

## Protections
| Édifice                                                                       | Commune                      | Département             | Région                     | Protection | Base Mérimée                         | Coordonnées                        | Image |
| ----------------------------------------------------------------------------- | ---------------------------- | ----------------------- | -------------------------- | ---------- | ------------------------------------ | ---------------------------------- | ----- |
| Creute du Caïd                                                                | Aizy-Jouy                    | Aisne                   | Hauts-de-France            | inscrit    | « PA02000019 », notice no PA02000019 | 49° 26′ 26″ nord, 3° 31′ 23″ est   |       |
| Réseau de tranchées de Bouconville-Vauclair                                   | Bouconville-Vauclair         | Aisne                   | Hauts-de-France            | inscrit    | « PA02000020 », notice no PA02000020 | 49° 26′ 23″ nord, 3° 45′ 22″ est   |       |
| Abbaye Saint-Vincent                                                          | Laon                         | Aisne                   | Hauts-de-France            | inscrit    | « PA00115707 », notice no PA00115707 | 49° 33′ 23″ nord, 3° 37′ 00″ est   |       |
| Carrière Saint-Blaise                                                         | Nanteuil-la-Fosse            | Aisne                   | Hauts-de-France            | inscrit    | « PA02000022 », notice no PA02000022 |                                    |       |
| P.C. Reboul                                                                   | Saint-Christophe-à-Berry     | Aisne                   | Hauts-de-France            | inscrit    | « PA02000023 », notice no PA02000023 |                                    |       |
| Cimetière militaire allemand de Veslud                                        | Veslud                       | Aisne                   | Hauts-de-France            | inscrit    | « PA02000024 », notice no PA02000024 | 49° 31′ 58″ nord, 3° 44′ 03″ est   |       |
| Château de La Palice                                                          | Lapalisse                    | Allier                  | Auvergne-Rhône-Alpes       | classé     | « PA00093132 », notice no PA00093132 | 46° 14′ 55″ nord, 3° 38′ 18″ est   |       |
| Château d'Avrilly                                                             | Trévol                       | Allier                  | Auvergne-Rhône-Alpes       | inscrit    | « PA00093321 », notice no PA00093321 | 46° 38′ 22″ nord, 3° 17′ 18″ est   |       |
| Maison Le Castel                                                              | Vichy                        | Allier                  | Auvergne-Rhône-Alpes       | inscrit    | « PA03000004 », notice no PA03000004 | 46° 07′ 29″ nord, 3° 25′ 06″ est   |       |
| Hôtel                                                                         | Forcalquier                  | Alpes-de-Haute-Provence | Provence-Alpes-Côte d'Azur | inscrit    | « PA04000018 », notice no PA04000018 | 43° 57′ 36″ nord, 5° 46′ 51″ est   |       |
| Maison à encorbellement                                                       | Riez                         | Alpes-de-Haute-Provence | Provence-Alpes-Côte d'Azur | inscrit    | « PA04000019 », notice no PA04000019 | 43° 49′ 36″ nord, 6° 07′ 44″ est   |       |
| Hôtel                                                                         | Riez                         | Alpes-de-Haute-Provence | Provence-Alpes-Côte d'Azur | inscrit    | « PA04000020 », notice no PA04000020 | 43° 49′ 04″ nord, 6° 05′ 35″ est   |       |
| Villa El Djézaïr                                                              | Antibes                      | Alpes-Maritimes         | Provence-Alpes-Côte d'Azur | inscrit    | « PA06000009 », notice no PA06000009 | 43° 34′ 16″ nord, 7° 06′ 04″ est   |       |
| Villa El Patio                                                                | Nice                         | Alpes-Maritimes         | Provence-Alpes-Côte d'Azur | inscrit    | « PA06000010 », notice no PA06000010 | 43° 42′ 13″ nord, 7° 15′ 11″ est   |       |
| Palais épiscopal de Mirepoix                                                  | Mirepoix                     | Ariège                  | Occitanie                  | classé     | « PA00093828 », notice no PA00093828 | 43° 05′ 16″ nord, 1° 52′ 26″ est   |       |
| Canaux de Pamiers                                                             | Pamiers                      | Ariège                  | Occitanie                  | inscrit    | « PA09000009 », notice no PA09000009 | 43° 06′ 53″ nord, 1° 36′ 29″ est   |       |
| Grotte de Mongautin                                                           | Prat-Bonrepaux               | Ariège                  | Occitanie                  | inscrit    | « PA09000010 », notice no PA09000010 | 43° 01′ 40″ nord, 1° 01′ 09″ est   |       |
| Abbaye de Clairvaux                                                           | Ville-sous-la-Ferté          | Aube                    | Grand Est                  | classé     | « PA00078313 », notice no PA00078313 | 48° 08′ 49″ nord, 4° 47′ 10″ est   |       |
| Hôtel de Brasse                                                               | Limoux                       | Aude                    | Occitanie                  | inscrit    | « PA11000017 », notice no PA11000017 | 43° 03′ 18″ nord, 2° 12′ 57″ est   |       |
| Château de Saint-Ferriol                                                      | Saint-Ferriol                | Aude                    | Occitanie                  | inscrit    | « PA11000018 », notice no PA11000018 | 42° 53′ 30″ nord, 2° 13′ 29″ est   |       |
| Chapelle Saint-Martin-de-la-Salle                                             | Villasavary                  | Aude                    | Occitanie                  | inscrit    | « PA11000019 », notice no PA11000019 | 43° 14′ 16″ nord, 2° 00′ 42″ est   |       |
| Hôtel de Sambucy de Miers                                                     | Millau                       | Aveyron                 | Occitanie                  | inscrit    | « PA12000017 », notice no PA12000017 | 44° 05′ 50″ nord, 3° 04′ 52″ est   |       |
| Château de Galinières                                                         | Pierrefiche                  | Aveyron                 | Occitanie                  | inscrit    | « PA00094099 », notice no PA00094099 | 44° 25′ 23″ nord, 2° 54′ 06″ est   |       |
| Chapelle Saint-Clair                                                          | Quins                        | Aveyron                 | Occitanie                  | inscrit    | « PA12000018 », notice no PA12000018 | 44° 14′ 23″ nord, 2° 22′ 22″ est   |       |
| Hôtel de ville                                                                | Saint-Côme-d'Olt             | Aveyron                 | Occitanie                  | inscrit    | « PA12000019 », notice no PA12000019 | 44° 30′ 55″ nord, 2° 48′ 54″ est   |       |
| Église Saint-Christophe                                                       | Sauveterre-de-Rouergue       | Aveyron                 | Occitanie                  | inscrit    | « PA12000020 », notice no PA12000020 | 44° 13′ 12″ nord, 2° 19′ 08″ est   |       |
| Synagogue                                                                     | Balbronn                     | Bas-Rhin                | Grand Est                  | inscrit    | « PA67000036 », notice no PA67000036 | 48° 35′ 04″ nord, 7° 26′ 21″ est   |       |
| Maisons                                                                       | Dambach-la-Ville             | Bas-Rhin                | Grand Est                  | inscrit    | « PA67000029 », notice no PA67000029 | 48° 19′ 24″ nord, 7° 25′ 21″ est   |       |
| École juive                                                                   | Diemeringen                  | Bas-Rhin                | Grand Est                  | inscrit    | « PA67000031 », notice no PA67000031 | 48° 56′ 28″ nord, 7° 11′ 15″ est   |       |
| Enceinte médiévale                                                            | Diemeringen                  | Bas-Rhin                | Grand Est                  | inscrit    | « PA67000032 », notice no PA67000032 | 48° 56′ 20″ nord, 7° 11′ 10″ est   |       |
| Synagogue                                                                     | Diemeringen                  | Bas-Rhin                | Grand Est                  | inscrit    | « PA67000030 », notice no PA67000030 | 48° 56′ 29″ nord, 7° 11′ 15″ est   |       |
| Manoir de Fleckenstein (Schloessel, ancien manoir de Vitzthum d'Egersberg)    | Lembach                      | Bas-Rhin                | Grand Est                  | inscrit    | « PA67000026 », notice no PA67000026 | 49° 00′ 17″ nord, 7° 47′ 15″ est   |       |
| Cimetière juif                                                                | Neuwiller-lès-Saverne        | Bas-Rhin                | Grand Est                  | inscrit    | « PA67000027 », notice no PA67000027 | 48° 49′ 31″ nord, 7° 24′ 27″ est   |       |
| Synagogue                                                                     | Schirmeck                    | Bas-Rhin                | Grand Est                  | inscrit    | « PA67000033 », notice no PA67000033 | 48° 28′ 39″ nord, 7° 13′ 08″ est   |       |
| Église protestante Saint-Pierre-le-Jeune                                      | Strasbourg                   | Bas-Rhin                | Grand Est                  | inscrit    | « PA67000037 », notice no PA67000037 | 48° 35′ 08″ nord, 7° 44′ 47″ est   |       |
| Bâtiments canoniaux                                                           | Strasbourg                   | Bas-Rhin                | Grand Est                  | inscrit    | « PA67000038 », notice no PA67000038 | 48° 35′ 10″ nord, 7° 44′ 46″ est   |       |
| Kornspeicher                                                                  | Strasbourg                   | Bas-Rhin                | Grand Est                  | inscrit    | « PA67000028 », notice no PA67000028 | 48° 35′ 08″ nord, 7° 45′ 09″ est   |       |
| Église simultanée Saint-Étienne                                               | Wangen                       | Bas-Rhin                | Grand Est                  | inscrit    | « PA67000035 », notice no PA67000035 | 48° 37′ 02″ nord, 7° 27′ 54″ est   |       |
| Ferme Wendling                                                                | Zœbersdorf                   | Bas-Rhin                | Grand Est                  | inscrit    | « PA67000034 », notice no PA67000034 | 48° 47′ 38″ nord, 7° 31′ 23″ est   |       |
| Maison des Chevaliers                                                         | Barbentane                   | Bouches-du-Rhône        | Provence-Alpes-Côte d'Azur | inscrit    | « PA00081202 », notice no PA00081202 | 43° 53′ 55″ nord, 4° 44′ 51″ est   |       |
| Croix de Saint-Julien                                                         | Boulbon                      | Bouches-du-Rhône        | Provence-Alpes-Côte d'Azur | classé     | « PA13000012 », notice no PA13000012 | 43° 53′ 04″ nord, 4° 43′ 12″ est   |       |
| Hôtel de Grimaldi-Régusse                                                     | La Ciotat                    | Bouches-du-Rhône        | Provence-Alpes-Côte d'Azur | inscrit    | « PA13000027 », notice no PA13000027 | 43° 10′ 27″ nord, 5° 36′ 33″ est   |       |
| Maison                                                                        | La Ciotat                    | Bouches-du-Rhône        | Provence-Alpes-Côte d'Azur | inscrit    | « PA13000028 », notice no PA13000028 | 43° 10′ 27″ nord, 5° 36′ 32″ est   |       |
| Palais Longchamp                                                              | Marseille                    | Bouches-du-Rhône        | Provence-Alpes-Côte d'Azur | classé     | « PA00081368 », notice no PA00081368 | 43° 18′ 17″ nord, 5° 23′ 44″ est   |       |
| Église Saint-Joseph                                                           | Marseille                    | Bouches-du-Rhône        | Provence-Alpes-Côte d'Azur | classé     | « PA13000015 », notice no PA13000015 | 43° 17′ 17″ nord, 5° 22′ 44″ est   |       |
| Église Saint-Baudile                                                          | Noves                        | Bouches-du-Rhône        | Provence-Alpes-Côte d'Azur | classé     | « PA00081389 », notice no PA00081389 | 43° 50′ 13″ nord, 4° 56′ 41″ est   |       |
| Entrepôts maritimes de la Compagnie générale de navigation                    | Port-Saint-Louis-du-Rhône    | Bouches-du-Rhône        | Provence-Alpes-Côte d'Azur | inscrit    | « PA13000029 », notice no PA13000029 | 43° 23′ 09″ nord, 4° 48′ 15″ est   |       |
| Hôtel de Ribbe                                                                | Rognes                       | Bouches-du-Rhône        | Provence-Alpes-Côte d'Azur | inscrit    | « PA13000030 », notice no PA13000030 | 43° 39′ 51″ nord, 5° 20′ 49″ est   |       |
| Hôtel de Raoulx-Laudun                                                        | Tarascon                     | Bouches-du-Rhône        | Provence-Alpes-Côte d'Azur | inscrit    | « PA13000031 », notice no PA13000031 | 43° 48′ 26″ nord, 4° 39′ 39″ est   |       |
| Abbaye Saint-Martin                                                           | Juaye-Mondaye                | Calvados                | Normandie                  | classé     | « PA00111458 », notice no PA00111458 | 49° 12′ 25″ nord, 0° 41′ 15″ ouest |       |
| Église Saint-Germain                                                          | Louvagny                     | Calvados                | Normandie                  | classé     | « PA00111508 », notice no PA00111508 | 48° 56′ 56″ nord, 0° 02′ 54″ ouest |       |
| Château de Neuilly-la-Forêt                                                   | Neuilly-la-Forêt             | Calvados                | Normandie                  | inscrit    | « PA14000014 », notice no PA14000014 | 49° 15′ 57″ nord, 1° 06′ 31″ ouest |       |
| Abbaye Notre-Dame de La Couronne                                              | La Couronne                  | Charente                | Nouvelle-Aquitaine         | inscrit    | « PA00104347 », notice no PA00104347 | 45° 36′ 46″ nord, 0° 06′ 09″ est   |       |
| Église Saint-Fraigne de Saint-Fraigne                                         | Saint-Fraigne                | Charente                | Nouvelle-Aquitaine         | classé     | « PA16000007 », notice no PA16000007 | 45° 57′ 14″ nord, 0° 00′ 24″ ouest |       |
| Fontaine d'Hiers                                                              | Hiers-Brouage                | Charente-Maritime       | Nouvelle-Aquitaine         | classé     | « PA00135584 », notice no PA00135584 | 45° 50′ 56″ nord, 1° 04′ 35″ ouest |       |
| Château de Lussac                                                             | Lussac                       | Charente-Maritime       | Nouvelle-Aquitaine         | inscrit    | « PA17000021 », notice no PA17000021 | 45° 28′ 10″ nord, 0° 28′ 43″ ouest |       |
| Porte Maubec                                                                  | La Rochelle                  | Charente-Maritime       | Nouvelle-Aquitaine         | classé     | « PA17000014 », notice no PA17000014 | 46° 09′ 33″ nord, 1° 08′ 47″ ouest |       |
| Hôpital Saint-Honoré                                                          | Saint-Martin-de-Ré           | Charente-Maritime       | Nouvelle-Aquitaine         | classé     | « PA17000015 », notice no PA17000015 | 46° 12′ 05″ nord, 1° 22′ 00″ ouest |       |
| Fontaine de Lupin                                                             | Saint-Nazaire-sur-Charente   | Charente-Maritime       | Nouvelle-Aquitaine         | classé     | « PA00135586 », notice no PA00135586 | 45° 57′ 10″ nord, 1° 03′ 12″ ouest |       |
| Usine métallurgique de Grossouvre                                             | Grossouvre                   | Cher                    | Centre-Val de Loire        | classé     | « PA00135282 », notice no PA00135282 | 46° 52′ 47″ nord, 2° 56′ 10″ est   |       |
| Château de Montalivet-Lagrange                                                | Saint-Bouize                 | Cher                    | Centre-Val de Loire        | classé     | « PA00096881 », notice no PA00096881 | 47° 16′ 20″ nord, 2° 54′ 01″ est   |       |
| Ateliers Célestin Gérard                                                      | Vierzon                      | Cher                    | Centre-Val de Loire        | inscrit    | « PA18000012 », notice no PA18000012 | 47° 13′ 31″ nord, 2° 03′ 40″ est   |       |
| Usines de porcelaine Gaucher et Vincent-Blin                                  | Vierzon                      | Cher                    | Centre-Val de Loire        | inscrit    | « PA18000013 », notice no PA18000013 | 47° 13′ 24″ nord, 2° 03′ 43″ est   |       |
| Domaine rural du Cher                                                         | Sarran                       | Corrèze                 | Nouvelle-Aquitaine         | inscrit    | « PA19000006 », notice no PA19000006 | 45° 24′ 27″ nord, 1° 55′ 53″ est   |       |
| Château d'Arcelot                                                             | Arceau                       | Côte-d'Or               | Bourgogne-Franche-Comté    | inscrit    | « PA00112059 », notice no PA00112059 | 47° 22′ 08″ nord, 5° 11′ 35″ est   |       |
| Maison                                                                        | Arnay-le-Duc                 | Côte-d'Or               | Bourgogne-Franche-Comté    | inscrit    | « PA21000016 », notice no PA21000016 | 47° 07′ 46″ nord, 4° 29′ 10″ est   |       |
| Château de la Berchère                                                        | Boncourt-le-Bois             | Côte-d'Or               | Bourgogne-Franche-Comté    | inscrit    | « PA00112149 », notice no PA00112149 | 47° 08′ 26″ nord, 4° 58′ 39″ est   |       |
| Château de Courcelles-lès-Semur                                               | Courcelles-lès-Semur         | Côte-d'Or               | Bourgogne-Franche-Comté    | inscrit    | « PA21000019 », notice no PA21000019 | 47° 27′ 27″ nord, 4° 17′ 47″ est   |       |
| Château de Corabœuf                                                           | Ivry-en-Montagne             | Côte-d'Or               | Bourgogne-Franche-Comté    | inscrit    | « PA00112493 », notice no PA00112493 | 47° 01′ 23″ nord, 4° 38′ 20″ est   |       |
| Chartreuse de Lugny                                                           | Leuglay                      | Côte-d'Or               | Bourgogne-Franche-Comté    | inscrit    | « PA00112511 », notice no PA00112511 | 47° 47′ 58″ nord, 4° 49′ 45″ est   |       |
| Château de Ménessaire                                                         | Ménessaire                   | Côte-d'Or               | Bourgogne-Franche-Comté    | inscrit    | « PA00112535 », notice no PA00112535 | 47° 07′ 55″ nord, 4° 08′ 41″ est   |       |
| Église Saint-Léger                                                            | Thenissey                    | Côte-d'Or               | Bourgogne-Franche-Comté    | inscrit    | « PA21000017 », notice no PA21000017 | 47° 29′ 46″ nord, 4° 37′ 21″ est   |       |
| Prieuré                                                                       | Trouhaut                     | Côte-d'Or               | Bourgogne-Franche-Comté    | inscrit    | « PA21000018 », notice no PA21000018 | 47° 23′ 24″ nord, 4° 45′ 40″ est   |       |
| Château de Turcey                                                             | Turcey                       | Côte-d'Or               | Bourgogne-Franche-Comté    | inscrit    | « PA00112704 », notice no PA00112704 | 47° 24′ 40″ nord, 4° 42′ 44″ est   |       |
| Couvent des Augustines                                                        | Tréguier                     | Côtes-d'Armor           | Bretagne                   | classé     | « PA00089711 », notice no PA00089711 | 48° 47′ 09″ nord, 3° 13′ 52″ ouest |       |
| Moulin du Cosquer                                                             | Troguéry                     | Côtes-d'Armor           | Bretagne                   | classé     | « PA22000009 », notice no PA22000009 | 48° 45′ 22″ nord, 3° 14′ 26″ ouest |       |
| Château de Jouhé                                                              | Pioussay                     | Deux-Sèvres             | Nouvelle-Aquitaine         | classé     | « PA00101323 », notice no PA00101323 | 46° 05′ 10″ nord, 0° 02′ 53″ est   |       |
| Porte Châlon                                                                  | Saint-Maixent-l'École        | Deux-Sèvres             | Nouvelle-Aquitaine         | classé     | « PA79000004 », notice no PA79000004 | 46° 24′ 47″ nord, 0° 12′ 20″ ouest |       |
| Hôtel de ville de Thouars                                                     | Thouars                      | Deux-Sèvres             | Nouvelle-Aquitaine         | inscrit    | « PA79000018 », notice no PA79000018 | 46° 58′ 34″ nord, 0° 13′ 00″ ouest |       |
| Ancien prieuré de Redon-Espic                                                 | Castels                      | Dordogne                | Nouvelle-Aquitaine         | classé     | « PA00082451 », notice no PA00082451 | 44° 52′ 27″ nord, 1° 06′ 17″ est   |       |
| Ancienne résidence médiévale du Repaire                                       | Saint-Front-sur-Nizonne      | Dordogne                | Nouvelle-Aquitaine         | inscrit    | « PA24000025 », notice no PA24000025 | 45° 28′ 24″ nord, 0° 36′ 57″ est   |       |
| Église Saint-Désiré de Byans-sur-Doubs                                        | Byans-sur-Doubs              | Doubs                   | Bourgogne-Franche-Comté    | classé     | « PA00125396 », notice no PA00125396 | 47° 06′ 57″ nord, 5° 51′ 28″ est   |       |
| Abbaye Sainte-Anne de Bonlieu-sur-Roubion                                     | Bonlieu-sur-Roubion          | Drôme                   | Auvergne-Rhône-Alpes       | inscrit    | « PA26000006 », notice no PA26000006 | 44° 35′ 39″ nord, 4° 52′ 47″ est   |       |
| Domaine de Plaisance                                                          | Grane                        | Drôme                   | Auvergne-Rhône-Alpes       | inscrit    | « PA26000007 », notice no PA26000007 | 44° 43′ 20″ nord, 4° 55′ 20″ est   |       |
| Abbaye Saint-Ruf de Valence                                                   | Valence                      | Drôme                   | Auvergne-Rhône-Alpes       | inscrit    | « PA00117095 », notice no PA00117095 | 44° 56′ 02″ nord, 4° 53′ 22″ est   |       |
| Allée couverte d'Aizier                                                       | Aizier                       | Eure                    | Normandie                  | inscrit    | « PA27000031 », notice no PA27000031 | 49° 25′ 51″ nord, 0° 37′ 36″ est   |       |
| Abbaye Notre-Dame de Bernay                                                   | Bernay                       | Eure                    | Normandie                  | inscrit    | « PA00099330 », notice no PA00099330 | 49° 05′ 23″ nord, 0° 35′ 53″ est   |       |
| Église Saint-Martin de Coudres                                                | Coudres                      | Eure                    | Normandie                  | inscrit    | « PA27000032 », notice no PA27000032 | 48° 51′ 53″ nord, 1° 14′ 51″ est   |       |
| Manoir de Glos-sur-Risle                                                      | Glos-sur-Risle               | Eure                    | Normandie                  | inscrit    | « PA27000033 », notice no PA27000033 | 49° 16′ 04″ nord, 0° 40′ 46″ est   |       |
| Manoir de Surcy                                                               | Mézières-en-Vexin            | Eure                    | Normandie                  | inscrit    | « PA27000034 », notice no PA27000034 | 49° 10′ 21″ nord, 1° 30′ 56″ est   |       |
| Château Lécuyer                                                               | Thiberville                  | Eure                    | Normandie                  | inscrit    | « PA27000035 », notice no PA27000035 | 49° 08′ 15″ nord, 0° 27′ 28″ est   |       |
| Château du Troncq                                                             | Le Troncq                    | Eure                    | Normandie                  | classé     | « PA27000023 », notice no PA27000023 | 49° 11′ 29″ nord, 0° 54′ 41″ est   |       |
| Ateliers Lorin                                                                | Chartres                     | Eure-et-Loir            | Centre-Val de Loire        | inscrit    | « PA28000006 », notice no PA28000006 | 48° 26′ 55″ nord, 1° 29′ 28″ est   |       |
| Jardin du Pré Catelan                                                         | Illiers-Combray              | Eure-et-Loir            | Centre-Val de Loire        | classé     | « PA28000004 », notice no PA28000004 | 48° 17′ 52″ nord, 1° 14′ 22″ est   |       |
| Briqueterie Lambert                                                           | Saint-Piat                   | Eure-et-Loir            | Centre-Val de Loire        | inscrit    | « PA28000005 », notice no PA28000005 | 48° 32′ 30″ nord, 1° 35′ 17″ est   |       |
| Grand séminaire                                                               | Quimper                      | Finistère               | Bretagne                   | inscrit    | « PA29000037 », notice no PA29000037 | 47° 59′ 49″ nord, 4° 05′ 46″ ouest |       |
| Immeuble dit « Maison Gothique »                                              | Beaucaire                    | Gard                    | Occitanie                  | classé     | « PA00103002 », notice no PA00103002 | 43° 48′ 30″ nord, 4° 38′ 46″ est   |       |
| Aqueduc de Nîmes                                                              | Bezouce                      | Gard                    | Occitanie                  | inscrit    | « PA30000028 », notice no PA30000028 |                                    |       |
| Aqueduc de Nîmes                                                              | Marguerittes                 | Gard                    | Occitanie                  | inscrit    | « PA30000026 », notice no PA30000026 |                                    |       |
| Ancien collège des Jésuites actuel musée archéologique                        | Nîmes                        | Gard                    | Occitanie                  | inscrit    | « PA00103094 », notice no PA00103094 | 43° 50′ 14″ nord, 4° 21′ 44″ est   |       |
| Hôtel de Bernis                                                               | Nîmes                        | Gard                    | Occitanie                  | inscrit    | « PA00103098 », notice no PA00103098 | 43° 50′ 13″ nord, 4° 21′ 31″ est   |       |
| Hôtel                                                                         | Pont-Saint-Esprit            | Gard                    | Occitanie                  | inscrit    | « PA30000024 », notice no PA30000024 | 44° 15′ 22″ nord, 4° 39′ 03″ est   |       |
| Aqueduc de Nîmes                                                              | Saint-Gervasy                | Gard                    | Occitanie                  | inscrit    | « PA30000027 », notice no PA30000027 |                                    |       |
| Église Saint-Julien                                                           | Uzès                         | Gard                    | Occitanie                  | inscrit    | « PA30000025 », notice no PA30000025 | 44° 00′ 48″ nord, 4° 25′ 19″ est   |       |
| Église Sainte-Blandine de Castet-Arrouy                                       | Castet-Arrouy                | Gers                    | Occitanie                  | inscrit    | « PA32000008 », notice no PA32000008 | 43° 58′ 45″ nord, 0° 42′ 55″ est   |       |
| Château de Fontenilles                                                        | Gimont                       | Gers                    | Occitanie                  | inscrit    | « PA32000009 », notice no PA32000009 | 43° 37′ 08″ nord, 0° 51′ 21″ est   |       |
| Château de Homps                                                              | Homps                        | Gers                    | Occitanie                  | inscrit    | « PA32000010 », notice no PA32000010 | 43° 48′ 39″ nord, 0° 51′ 22″ est   |       |
| Couvent des Cordeliers de Lectoure                                            | Lectoure                     | Gers                    | Occitanie                  | inscrit    | « PA32000011 », notice no PA32000011 | 43° 56′ 05″ nord, 0° 37′ 10″ est   |       |
| Église Saint-Pierre de Tasque                                                 | Tasque                       | Gers                    | Occitanie                  | classé     | « PA00094937 », notice no PA00094937 | 43° 38′ 22″ nord, 0° 01′ 15″ est   |       |
| Abbaye de Flaran                                                              | Valence-sur-Baïse            | Gers                    | Occitanie                  | inscrit    | « PA00094955 », notice no PA00094955 | 43° 53′ 24″ nord, 0° 22′ 25″ est   |       |
| Immeuble                                                                      | Bordeaux                     | Gironde                 | Nouvelle-Aquitaine         | inscrit    | « PA33000020 », notice no PA33000020 | 44° 50′ 02″ nord, 0° 34′ 16″ ouest |       |
| Maison Bouliac                                                                | Langoiran                    | Gironde                 | Nouvelle-Aquitaine         | inscrit    | « PA33000021 », notice no PA33000021 | 44° 42′ 14″ nord, 0° 22′ 47″ ouest |       |
| Église Saint-Pierre de Saint-Pey-de-Castets                                   | Saint-Pey-de-Castets         | Gironde                 | Nouvelle-Aquitaine         | inscrit    | « PA33000022 », notice no PA33000022 | 44° 48′ 41″ nord, 0° 04′ 07″ ouest |       |
| Statue de Victor Schœlcher                                                    | Cayenne                      | Guyane                  | Guyane                     | classé     | « PA00135683 », notice no PA00135683 | 4° 56′ 10″ nord, 52° 20′ 06″ ouest |       |
| Place des Palmistes                                                           | Cayenne                      | Guyane                  | Guyane                     | classé     | « PA00135680 », notice no PA00135680 | 4° 56′ 18″ nord, 52° 20′ 01″ ouest |       |
| Place Léopold-Héder                                                           | Cayenne                      | Guyane                  | Guyane                     | classé     | « PA00135681 », notice no PA00135681 | 4° 56′ 17″ nord, 52° 20′ 08″ ouest |       |
| Léproserie de l'Acarouany                                                     | Mana                         | Guyane                  | Guyane                     | classé     | « PA00135687 », notice no PA00135687 | 5° 35′ 31″ nord, 53° 48′ 47″ ouest |       |
| Habitation Vidal                                                              | Rémire-Montjoly              | Guyane                  | Guyane                     | classé     | « PA00135691 », notice no PA00135691 | 4° 51′ 59″ nord, 52° 17′ 44″ ouest |       |
| Trésorerie de Saint-Laurent-du-Maroni                                         | Saint-Laurent-du-Maroni      | Guyane                  | Guyane                     | classé     | « PA00105913 », notice no PA00105913 | 5° 30′ 00″ nord, 54° 01′ 53″ ouest |       |
| Hôpital André-Bouron                                                          | Saint-Laurent-du-Maroni      | Guyane                  | Guyane                     | classé     | « PA00105912 », notice no PA00105912 | 5° 30′ 02″ nord, 54° 01′ 52″ ouest |       |
| Système fortifié urbain                                                       | Ensisheim                    | Haut-Rhin               | Grand Est                  | inscrit    | « PA68000002 », notice no PA68000002 | 47° 51′ 51″ nord, 7° 21′ 23″ est   |       |
| Ferme de vigneron                                                             | Gueberschwihr                | Haut-Rhin               | Grand Est                  | inscrit    | « PA68000019 », notice no PA68000019 | 48° 00′ 16″ nord, 7° 16′ 38″ est   |       |
| Presbytère protestant                                                         | Hunawihr                     | Haut-Rhin               | Grand Est                  | inscrit    | « PA68000022 », notice no PA68000022 | 48° 10′ 46″ nord, 7° 18′ 34″ est   |       |
| Poêle du Conseil                                                              | Hunawihr                     | Haut-Rhin               | Grand Est                  | inscrit    | « PA68000021 », notice no PA68000021 | 48° 10′ 48″ nord, 7° 18′ 42″ est   |       |
| Hôtel de ville                                                                | Hunawihr                     | Haut-Rhin               | Grand Est                  | inscrit    | « PA68000020 », notice no PA68000020 | 48° 10′ 46″ nord, 7° 18′ 33″ est   |       |
| Château des Ifs                                                               | Kientzheim                   | Haut-Rhin               | Grand Est                  | inscrit    | « PA68000023 », notice no PA68000023 | 48° 08′ 09″ nord, 7° 17′ 16″ est   |       |
| Ferme                                                                         | Niederhergheim               | Haut-Rhin               | Grand Est                  | inscrit    | « PA68000024 », notice no PA68000024 | 47° 59′ 18″ nord, 7° 23′ 49″ est   |       |
| Église Saint-Sebastien                                                        | Obermorschwiller             | Haut-Rhin               | Grand Est                  | inscrit    | « PA68000025 », notice no PA68000025 | 47° 38′ 37″ nord, 7° 18′ 31″ est   |       |
| Maison Kiener (ancienne demeure du gourmet Conrad Ortlieb)                    | Riquewihr                    | Haut-Rhin               | Grand Est                  | inscrit    | « PA00085607 », notice no PA00085607 | 48° 10′ 02″ nord, 7° 17′ 45″ est   |       |
| Château Lacour                                                                | Sainte-Marie-aux-Mines       | Haut-Rhin               | Grand Est                  | inscrit    | « PA68000026 », notice no PA68000026 | 48° 14′ 34″ nord, 7° 10′ 20″ est   |       |
| Casino de Bagnères-de-Luchon                                                  | Bagnères-de-Luchon           | Haute-Garonne           | Occitanie                  | inscrit    | « PA31000035 », notice no PA31000035 | 42° 47′ 20″ nord, 0° 35′ 47″ est   |       |
| Halle-mairie de Longages                                                      | Longages                     | Haute-Garonne           | Occitanie                  | inscrit    | « PA31000037 », notice no PA31000037 | 43° 21′ 20″ nord, 1° 14′ 24″ est   |       |
| Église Saint-Étienne de Mauzac                                                | Mauzac                       | Haute-Garonne           | Occitanie                  | inscrit    | « PA31000038 », notice no PA31000038 | 43° 22′ 33″ nord, 1° 17′ 32″ est   |       |
| Parc Clément-Ader                                                             | Muret                        | Haute-Garonne           | Occitanie                  | inscrit    | « PA31000039 », notice no PA31000039 | 43° 27′ 40″ nord, 1° 19′ 24″ est   |       |
| Château de Saint-Clar-de-Rivière                                              | Saint-Clar-de-Rivière        | Haute-Garonne           | Occitanie                  | inscrit    | « PA00094683 », notice no PA00094683 | 43° 28′ 03″ nord, 1° 12′ 58″ est   |       |
| Château de Saint-Élix-Séglan                                                  | Saint-Élix-Séglan            | Haute-Garonne           | Occitanie                  | inscrit    | « PA31000040 », notice no PA31000040 | 43° 11′ 42″ nord, 0° 51′ 09″ est   |       |
| Hôtel du Grand Balcon                                                         | Toulouse                     | Haute-Garonne           | Occitanie                  | inscrit    | « PA31000041 », notice no PA31000041 | 43° 36′ 18″ nord, 1° 26′ 34″ est   |       |
| Palais de justice                                                             | Toulouse                     | Haute-Garonne           | Occitanie                  | classé     | « PA00132672 », notice no PA00132672 | 43° 35′ 39″ nord, 1° 26′ 40″ est   |       |
| Maison aux arcades                                                            | Pradelles                    | Haute-Loire             | Auvergne-Rhône-Alpes       | inscrit    | « PA43000013 », notice no PA43000013 | 44° 46′ 10″ nord, 3° 52′ 59″ est   |       |
| Maison Frévol                                                                 | Pradelles                    | Haute-Loire             | Auvergne-Rhône-Alpes       | inscrit    | « PA43000014 », notice no PA43000014 | 44° 46′ 09″ nord, 3° 52′ 59″ est   |       |
| Église Saint-Bruno de Saint-Vénérand                                          | Saint-Vénérand               | Haute-Loire             | Auvergne-Rhône-Alpes       | inscrit    | « PA43000015 », notice no PA43000015 | 44° 52′ 03″ nord, 3° 40′ 48″ est   |       |
| Chapelle des Pénitents de Tence                                               | Tence                        | Haute-Loire             | Auvergne-Rhône-Alpes       | inscrit    | « PA43000017 », notice no PA43000017 | 45° 06′ 58″ nord, 4° 17′ 23″ est   |       |
| Pharmacie de l'hôpital Saint-Joseph                                           | Tence                        | Haute-Loire             | Auvergne-Rhône-Alpes       | inscrit    | « PA43000016 », notice no PA43000016 | 45° 06′ 56″ nord, 4° 17′ 24″ est   |       |
| Hôtel Thiadot                                                                 | Luxeuil-les-Bains            | Haute-Saône             | Bourgogne-Franche-Comté    | classé     | « PA00102204 », notice no PA00102204 | 47° 49′ 03″ nord, 6° 22′ 53″ est   |       |
| Abbaye Notre-Dame-de-la-Charité                                               | Neuvelle-lès-la-Charité      | Haute-Saône             | Bourgogne-Franche-Comté    | classé     | « PA00135346 », notice no PA00135346 | 47° 31′ 08″ nord, 5° 56′ 09″ est   |       |
| Forges de Grand-Valay                                                         | Valay                        | Haute-Saône             | Bourgogne-Franche-Comté    | classé     | « PA70000020 », notice no PA70000020 | 47° 20′ 25″ nord, 5° 37′ 32″ est   |       |
| Hôtel de préfecture de la Haute-Vienne                                        | Limoges                      | Haute-Vienne            | Nouvelle-Aquitaine         | inscrit    | « PA00100378 », notice no PA00100378 | 45° 50′ 00″ nord, 1° 15′ 25″ est   |       |
| Celle grandmontaine des Bronzeaux                                             | Saint-Léger-Magnazeix        | Haute-Vienne            | Nouvelle-Aquitaine         | classé     | « PA87000011 », notice no PA87000011 | 46° 15′ 17″ nord, 1° 14′ 56″ est   |       |
| Abbaye Notre-Dame de Boscodon                                                 | Crots                        | Hautes-Alpes            | Provence-Alpes-Côte d'Azur | classé     | « PA00080552 », notice no PA00080552 | 44° 30′ 03″ nord, 6° 27′ 18″ est   |       |
| Château de Camalès                                                            | Camalès                      | Hautes-Pyrénées         | Occitanie                  | inscrit    | « PA65000007 », notice no PA65000007 | 43° 21′ 34″ nord, 0° 04′ 25″ est   |       |
| Église de l'Assomption de Monfaucon                                           | Monfaucon                    | Hautes-Pyrénées         | Occitanie                  | inscrit    | « PA65000008 », notice no PA65000008 | 43° 27′ 06″ nord, 0° 06′ 59″ est   |       |
| Abbaye de Saint-Sever-de-Rustan                                               | Saint-Sever-de-Rustan        | Hautes-Pyrénées         | Occitanie                  | inscrit    | « PA00095417 », notice no PA00095417 | 43° 21′ 07″ nord, 0° 13′ 31″ est   |       |
| Ermitage Saint-Pierre de Leneyrac                                             | Ceyras                       | Hérault                 | Occitanie                  | inscrit    | « PA34000019 », notice no PA34000019 | 43° 39′ 19″ nord, 3° 26′ 36″ est   |       |
| Site du Castellas                                                             | Gignac                       | Hérault                 | Occitanie                  | inscrit    | « PA34000020 », notice no PA34000020 | 43° 39′ 03″ nord, 3° 33′ 03″ est   |       |
| Halle Castellane                                                              | Montpellier                  | Hérault                 | Occitanie                  | inscrit    | « PA34000022 », notice no PA34000022 | 43° 36′ 37″ nord, 3° 52′ 36″ est   |       |
| Église Saint-François de la Pierre-Rouge (ou de l'enclos Saint-François)      | Montpellier                  | Hérault                 | Occitanie                  | inscrit    | « PA34000021 », notice no PA34000021 | 43° 37′ 12″ nord, 3° 52′ 52″ est   |       |
| Ensemble médiéval de Pignan                                                   | Pignan                       | Hérault                 | Occitanie                  | inscrit    | « PA34000023 », notice no PA34000023 | 43° 34′ 56″ nord, 3° 45′ 41″ est   |       |
| Château de La Ballue                                                          | Bazouges-la-Pérouse          | Ille-et-Vilaine         | Bretagne                   | inscrit    | « PA00090503 », notice no PA00090503 | 48° 26′ 35″ nord, 1° 32′ 18″ ouest |       |
| Maison                                                                        | Châteauroux                  | Indre                   | Centre-Val de Loire        | classé     | « PA36000002 », notice no PA36000002 | 46° 48′ 37″ nord, 1° 41′ 54″ est   |       |
| Maison                                                                        | Châteauroux                  | Indre                   | Centre-Val de Loire        | classé     | « PA36000003 », notice no PA36000003 | 46° 48′ 38″ nord, 1° 41′ 51″ est   |       |
| Hôtel Pellerin                                                                | Châtillon-sur-Indre          | Indre                   | Centre-Val de Loire        | inscrit    | « PA36000006 », notice no PA36000006 | 46° 59′ 04″ nord, 1° 10′ 25″ est   |       |
| Ensemble castral de Châtillon-sur-Indre                                       | Châtillon-sur-Indre          | Indre                   | Centre-Val de Loire        | inscrit    | « PA00097301 », notice no PA00097301 | 46° 59′ 11″ nord, 1° 10′ 28″ est   |       |
| Hôtel dit des Rois ou d'Henri III                                             | Châtillon-sur-Indre          | Indre                   | Centre-Val de Loire        | inscrit    | « PA36000007 », notice no PA36000007 | 46° 59′ 14″ nord, 1° 10′ 27″ est   |       |
| Château du Rivau                                                              | Lémeré                       | Indre-et-Loire          | Centre-Val de Loire        | classé     | « PA00097802 », notice no PA00097802 | 47° 06′ 13″ nord, 0° 19′ 24″ est   |       |
| Château du Coudray-Montpensier                                                | Seuilly                      | Indre-et-Loire          | Centre-Val de Loire        | classé     | « PA00098114 », notice no PA00098114 | 47° 07′ 34″ nord, 0° 10′ 07″ est   |       |
| Manufacture des Trois-Tours                                                   | Tours                        | Indre-et-Loire          | Centre-Val de Loire        | inscrit    | « PA37000006 », notice no PA37000006 | 47° 24′ 07″ nord, 0° 41′ 26″ est   |       |
| Couvent des Carmélites                                                        | Dole                         | Jura                    | Bourgogne-Franche-Comté    | classé     | « PA00101842 », notice no PA00101842 | 47° 05′ 30″ nord, 5° 29′ 26″ est   |       |
| Hôtel de préfecture du Jura                                                   | Lons-le-Saunier              | Jura                    | Bourgogne-Franche-Comté    | inscrit    | « PA39000041 », notice no PA39000041 | 46° 40′ 19″ nord, 5° 33′ 02″ est   |       |
| Tour de l'Horloge                                                             | Lons-le-Saunier              | Jura                    | Bourgogne-Franche-Comté    | inscrit    | « PA39000040 », notice no PA39000040 | 46° 40′ 27″ nord, 5° 33′ 09″ est   |       |
| Ancien hôtel de ville                                                         | Lons-le-Saunier              | Jura                    | Bourgogne-Franche-Comté    | inscrit    | « PA00101894 », notice no PA00101894 | 46° 40′ 33″ nord, 5° 33′ 12″ est   |       |
| Palais de justice                                                             | Lons-le-Saunier              | Jura                    | Bourgogne-Franche-Comté    | inscrit    | « PA39000042 », notice no PA39000042 | 46° 40′ 25″ nord, 5° 33′ 24″ est   |       |
| Église des Cordeliers                                                         | Lons-le-Saunier              | Jura                    | Bourgogne-Franche-Comté    | inscrit    | « PA00101889 », notice no PA00101889 | 46° 40′ 27″ nord, 5° 33′ 21″ est   |       |
| Hôtel-Dieu                                                                    | Lons-le-Saunier              | Jura                    | Bourgogne-Franche-Comté    | inscrit    | « PA00101892 », notice no PA00101892 | 46° 40′ 34″ nord, 5° 33′ 08″ est   |       |
| Thermes Lédonia                                                               | Lons-le-Saunier              | Jura                    | Bourgogne-Franche-Comté    | inscrit    | « PA39000043 », notice no PA39000043 | 46° 40′ 19″ nord, 5° 33′ 38″ est   |       |
| Couvent des Carmes                                                            | Salins-les-Bains             | Jura                    | Bourgogne-Franche-Comté    | inscrit    | « PA39000039 », notice no PA39000039 | 46° 55′ 44″ nord, 5° 53′ 10″ est   |       |
| Maison de Jean Rameau                                                         | Cauneille                    | Landes                  | Nouvelle-Aquitaine         | inscrit    | « PA40000028 », notice no PA40000028 | 43° 34′ 04″ nord, 1° 04′ 42″ ouest |       |
| Château de Fondat                                                             | Saint-Justin                 | Landes                  | Nouvelle-Aquitaine         | inscrit    | « PA40000029 », notice no PA40000029 | 43° 59′ 05″ nord, 0° 12′ 00″ ouest |       |
| Église Notre-Dame de Sainte-Marie-de-Gosse                                    | Sainte-Marie-de-Gosse        | Landes                  | Nouvelle-Aquitaine         | inscrit    | « PA40000030 », notice no PA40000030 | 43° 33′ 24″ nord, 1° 14′ 18″ ouest |       |
| Église Saint-Jacques de Tartas                                                | Tartas                       | Landes                  | Nouvelle-Aquitaine         | classé     | « PA40000022 », notice no PA40000022 | 43° 49′ 51″ nord, 0° 48′ 26″ ouest |       |
| Château de Chambord                                                           | Chambord                     | Loir-et-Cher            | Centre-Val de Loire        | classé     | « PA00098405 », notice no PA00098405 | 47° 36′ 59″ nord, 1° 31′ 01″ est   |       |
| Ferme de Giez                                                                 | Santenay                     | Loir-et-Cher            | Centre-Val de Loire        | inscrit    | « PA41000020 », notice no PA41000020 | 47° 32′ 46″ nord, 1° 06′ 07″ est   |       |
| Maison, 16, rue des Quatre-Huyes, à lucarne compagnonnique                    | Vendôme                      | Loir-et-Cher            | Centre-Val de Loire        | inscrit    | « PA41000018 », notice no PA41000018 | 47° 47′ 42″ nord, 1° 03′ 40″ est   |       |
| Maison Fisseau                                                                | Vendôme                      | Loir-et-Cher            | Centre-Val de Loire        | inscrit    | « PA41000019 », notice no PA41000019 | 47° 47′ 26″ nord, 1° 03′ 50″ est   |       |
| Usine Fléchet                                                                 | Chazelles-sur-Lyon           | Loire                   | Auvergne-Rhône-Alpes       | inscrit    | « PA42000005 », notice no PA42000005 | 45° 38′ 19″ nord, 4° 23′ 42″ est   |       |
| Logis de la Sénaigerie                                                        | Bouaye                       | Loire-Atlantique        | Pays de la Loire           | inscrit    | « PA44000024 », notice no PA44000024 | 47° 08′ 09″ nord, 1° 40′ 46″ ouest |       |
| Château de la Noë Bel-Air                                                     | Vallet                       | Loire-Atlantique        | Pays de la Loire           | classé     | « PA00108838 », notice no PA00108838 | 47° 10′ 42″ nord, 1° 17′ 16″ ouest |       |
| Maison des seigneurs du canal                                                 | Cepoy                        | Loiret                  | Centre-Val de Loire        | inscrit    | « PA45000008 », notice no PA45000008 | 48° 02′ 51″ nord, 2° 44′ 33″ est   |       |
| Site d'écluse de Buges                                                        | Châlette-sur-Loing           | Loiret                  | Centre-Val de Loire        | inscrit    | « PA45000009 », notice no PA45000009 | 48° 01′ 41″ nord, 2° 43′ 21″ est   |       |
| Site d'écluse de Briquemaut                                                   | Châtillon-Coligny            | Loiret                  | Centre-Val de Loire        | inscrit    | « PA45000015 », notice no PA45000015 | 47° 48′ 15″ nord, 2° 50′ 38″ est   |       |
| Écluse de Choiseau                                                            | Coudroy                      | Loiret                  | Centre-Val de Loire        | inscrit    | « PA45000010 », notice no PA45000010 | 47° 54′ 14″ nord, 2° 27′ 51″ est   |       |
| Échelle d'écluses du Moulin-Brûlé                                             | Dammarie-sur-Loing           | Loiret                  | Centre-Val de Loire        | inscrit    | « PA45000016 », notice no PA45000016 | 47° 47′ 33″ nord, 2° 52′ 11″ est   |       |
| Centrale électrique de Fay-aux-Loges                                          | Fay-aux-Loges                | Loiret                  | Centre-Val de Loire        | inscrit    | « PA45000011 », notice no PA45000011 | 47° 56′ 14″ nord, 2° 09′ 02″ est   |       |
| Tuilerie de la Bretèche                                                       | Ligny-le-Ribault             | Loiret                  | Centre-Val de Loire        | inscrit    | « PA45000005 », notice no PA45000005 | 47° 41′ 10″ nord, 1° 48′ 20″ est   |       |
| Tuilerie de Pont-Long                                                         | Marcilly-en-Villette         | Loiret                  | Centre-Val de Loire        | inscrit    | « PA45000007 », notice no PA45000007 | 47° 44′ 48″ nord, 2° 00′ 53″ est   |       |
| Passerelle de la Marolle                                                      | Montargis                    | Loiret                  | Centre-Val de Loire        | inscrit    | « PA45000014 », notice no PA45000014 | 47° 59′ 41″ nord, 2° 44′ 07″ est   |       |
| Moulin de Nançay                                                              | Nargis                       | Loiret                  | Centre-Val de Loire        | inscrit    | « PA45000013 », notice no PA45000013 | 48° 07′ 52″ nord, 2° 45′ 00″ est   |       |
| Site de Grignon                                                               | Vieilles-Maisons-sur-Joudry  | Loiret                  | Centre-Val de Loire        | inscrit    | « PA45000012 », notice no PA45000012 | 47° 53′ 53″ nord, 2° 27′ 15″ est   |       |
| Musée de Cahors Henri-Martin                                                  | Cahors                       | Lot                     | Occitanie                  | inscrit    | « PA46000015 », notice no PA46000015 | 44° 26′ 55″ nord, 1° 26′ 19″ est   |       |
| Bibliothèque municipale                                                       | Cahors                       | Lot                     | Occitanie                  | inscrit    | « PA46000014 », notice no PA46000014 | 44° 26′ 45″ nord, 1° 26′ 27″ est   |       |
| Maison                                                                        | Figeac                       | Lot                     | Occitanie                  | inscrit    | « PA46000016 », notice no PA46000016 | 44° 36′ 31″ nord, 2° 02′ 03″ est   |       |
| Château de Nadaillac-de-Rouge                                                 | Nadaillac-de-Rouge           | Lot                     | Occitanie                  | inscrit    | « PA46000017 », notice no PA46000017 | 44° 50′ 58″ nord, 1° 25′ 44″ est   |       |
| Cité religieuse                                                               | Rocamadour                   | Lot                     | Occitanie                  | inscrit    | « PA46000020 », notice no PA46000020 | 44° 47′ 57″ nord, 1° 37′ 03″ est   |       |
| Château de Croze                                                              | Sarrazac                     | Lot                     | Occitanie                  | inscrit    | « PA46000018 », notice no PA46000018 | 45° 00′ 52″ nord, 1° 36′ 31″ est   |       |
| Prieuré du Paravis                                                            | Feugarolles                  | Lot-et-Garonne          | Nouvelle-Aquitaine         | classé     | « PA00084120 », notice no PA00084120 | 44° 14′ 22″ nord, 0° 23′ 06″ est   |       |
| Château d'Escalup                                                             | Lamontjoie                   | Lot-et-Garonne          | Nouvelle-Aquitaine         | inscrit    | « PA47000040 », notice no PA47000040 | 44° 03′ 38″ nord, 0° 32′ 44″ est   |       |
| Église Saint-Barthélemy de Trignan                                            | Mézin                        | Lot-et-Garonne          | Nouvelle-Aquitaine         | inscrit    | « PA47000041 », notice no PA47000041 | 44° 02′ 08″ nord, 0° 15′ 18″ est   |       |
| Maison de la Congrégation de la Présentation de Bourg Saint-Andéol            | Florac                       | Lozère                  | Occitanie                  | classé     | « PA00103819 », notice no PA00103819 | 44° 19′ 27″ nord, 3° 35′ 35″ est   |       |
| Église Saint-Bonnet des Bories                                                | Saint-Bonnet-de-Chirac       | Lozère                  | Occitanie                  | inscrit    | « PA48000006 », notice no PA48000006 | 44° 30′ 31″ nord, 3° 16′ 44″ est   |       |
| Château du Soulier                                                            | Saint-Hilaire-de-Lavit       | Lozère                  | Occitanie                  | inscrit    | « PA48000007 », notice no PA48000007 | 44° 15′ 14″ nord, 3° 50′ 26″ est   |       |
| Château de la Grange                                                          | Servières                    | Lozère                  | Occitanie                  | inscrit    | « PA48000008 », notice no PA48000008 | 44° 36′ 10″ nord, 3° 24′ 40″ est   |       |
| Château du Fresne                                                             | Noyant-Villages              | Maine-et-Loire          | Pays de la Loire           | inscrit    | « PA49000019 », notice no PA49000019 | 47° 30′ 25″ nord, 0° 04′ 34″ est   |       |
| Château de Lathan                                                             | Noyant-Villages              | Maine-et-Loire          | Pays de la Loire           | classé     | « PA00109424 », notice no PA00109424 | 47° 28′ 11″ nord, 0° 09′ 50″ est   |       |
| Église Notre-Dame                                                             | Cholet                       | Maine-et-Loire          | Pays de la Loire           | inscrit    | « PA49000020 », notice no PA49000020 | 47° 03′ 40″ nord, 0° 52′ 52″ ouest |       |
| Moulin-cavier de Gasté                                                        | Gennes-Val-de-Loire          | Maine-et-Loire          | Pays de la Loire           | inscrit    | « PA49000021 », notice no PA49000021 | 47° 19′ 28″ nord, 0° 21′ 09″ ouest |       |
| Château des Buhards                                                           | Chemillé-en-Anjou            | Maine-et-Loire          | Pays de la Loire           | inscrit    | « PA49000022 », notice no PA49000022 | 47° 17′ 43″ nord, 0° 41′ 26″ ouest |       |
| Château de Passavant                                                          | Passavant-sur-Layon          | Maine-et-Loire          | Pays de la Loire           | inscrit    | « PA49000023 », notice no PA49000023 | 47° 06′ 19″ nord, 0° 23′ 25″ ouest |       |
| Ardoisières de La Pouëze                                                      | Erdre-en-Anjou               | Maine-et-Loire          | Pays de la Loire           | inscrit    | « PA49000024 », notice no PA49000024 | 47° 33′ 31″ nord, 0° 48′ 08″ ouest |       |
| Abbaye de Saint-Florent-le-Vieil                                              | Mauges-sur-Loire             | Maine-et-Loire          | Pays de la Loire           | classé     | « PA00109258 », notice no PA00109258 | 47° 21′ 47″ nord, 1° 01′ 04″ ouest |       |
| Château de Canisy                                                             | Canisy                       | Manche                  | Normandie                  | inscrit    | « PA00110350 », notice no PA00110350 | 49° 04′ 45″ nord, 1° 10′ 15″ ouest |       |
| Château de Courcelles                                                         | Saint-Brice-Courcelles       | Marne                   | Grand Est                  | inscrit    | « PA51000003 », notice no PA51000003 | 49° 16′ 07″ nord, 3° 59′ 24″ est   |       |
| Moulin de Thévalles                                                           | Chémeré-le-Roi, Saulges      | Mayenne                 | Pays de la Loire           | inscrit    | « PA53000013 », notice no PA53000013 | 47° 58′ 14″ nord, 0° 25′ 02″ ouest |       |
| Manoir des Pins                                                               | Saint-Pierre-sur-Erve        | Mayenne                 | Pays de la Loire           | inscrit    | « PA53000014 », notice no PA53000014 | 48° 01′ 02″ nord, 0° 23′ 01″ ouest |       |
| Bâtiment de l'Aéroclub de Doncourt-lès-Conflans                               | Doncourt-lès-Conflans        | Meurthe-et-Moselle      | Grand Est                  | inscrit    | « PA54000016 », notice no PA54000016 | 49° 08′ 55″ nord, 5° 56′ 02″ est   |       |
| Basilique Saint-Epvre                                                         | Nancy                        | Meurthe-et-Moselle      | Grand Est                  | classé     | « PA00106109 », notice no PA00106109 | 48° 41′ 46″ nord, 6° 10′ 48″ est   |       |
| Maison                                                                        | Bar-le-Duc                   | Meuse                   | Grand Est                  | inscrit    | « PA55000019 », notice no PA55000019 | 48° 46′ 28″ nord, 5° 09′ 36″ est   |       |
| Église Saint-Gorgon de Vertuzey                                               | Euville                      | Meuse                   | Grand Est                  | classé     | « PA00106672 », notice no PA00106672 | 48° 44′ 09″ nord, 5° 39′ 43″ est   |       |
| Chapelle Notre-Dame-du-Val de Noyers-Auzécourt                                | Noyers-Auzécourt             | Meuse                   | Grand Est                  | inscrit    | « PA55000020 », notice no PA55000020 | 48° 52′ 37″ nord, 4° 57′ 28″ est   |       |
| Manoir de Menguionnet                                                         | Gourin                       | Morbihan                | Bretagne                   | inscrit    | « PA56000020 », notice no PA56000020 | 48° 04′ 56″ nord, 3° 36′ 49″ ouest |       |
| Bastion 17 dit Le Papegaut                                                    | Port-Louis                   | Morbihan                | Bretagne                   | inscrit    | « PA56000022 », notice no PA56000022 | 47° 42′ 15″ nord, 3° 21′ 02″ ouest |       |
| Citadelle et remparts                                                         | Port-Louis                   | Morbihan                | Bretagne                   | classé     | « PA00091585 », notice no PA00091585 | 47° 42′ 38″ nord, 3° 21′ 50″ ouest |       |
| Esplanades des Pâtis et du Bois d'Amour                                       | Port-Louis                   | Morbihan                | Bretagne                   | inscrit    | « PA56000024 », notice no PA56000024 | 47° 42′ 33″ nord, 3° 21′ 39″ ouest |       |
| Petite Poudrière                                                              | Port-Louis                   | Morbihan                | Bretagne                   | inscrit    | « PA56000023 », notice no PA56000023 | 47° 42′ 15″ nord, 3° 21′ 05″ ouest |       |
| Parc à boulets                                                                | Port-Louis                   | Morbihan                | Bretagne                   | inscrit    | « PA56000025 », notice no PA56000025 | 47° 42′ 16″ nord, 3° 21′ 19″ ouest |       |
| Villa                                                                         | Le Ban-Saint-Martin          | Moselle                 | Grand Est                  | inscrit    | « PA57000019 », notice no PA57000019 | 49° 07′ 27″ nord, 6° 08′ 56″ est   |       |
| Abbaye Sainte-Croix de Bouzonville                                            | Bouzonville                  | Moselle                 | Grand Est                  | classé     | « PA00106742 », notice no PA00106742 | 49° 17′ 36″ nord, 6° 31′ 58″ est   |       |
| Cinéma Éden                                                                   | Cosne-Cours-sur-Loire        | Nièvre                  | Bourgogne-Franche-Comté    | inscrit    | « PA58000013 », notice no PA58000013 | 47° 24′ 36″ nord, 2° 55′ 26″ est   |       |
| Chapelle funéraire de la famille Laborde                                      | Nevers                       | Nièvre                  | Bourgogne-Franche-Comté    | inscrit    | « PA58000014 », notice no PA58000014 | 46° 59′ 56″ nord, 3° 10′ 06″ est   |       |
| Ancienne Malterie et ancienne brasserie Motte-Cordonnier                      | Armentières                  | Nord                    | Hauts-de-France            | inscrit    | « PA59000050 », notice no PA59000050 | 50° 41′ 18″ nord, 2° 51′ 31″ est   |       |
| Maison dite Hôtel du Gouverneur ou Hôtel de la Gouvernance                    | Douai                        | Nord                    | Hauts-de-France            | inscrit    | « PA00107462 », notice no PA00107462 | 50° 22′ 15″ nord, 3° 04′ 44″ est   |       |
| Formes de radoub n°3 et n°5 et usine de pompage, ou usine des formes          | Dunkerque                    | Nord                    | Hauts-de-France            | inscrit    | « PA59000048 », notice no PA59000048 | 51° 02′ 44″ nord, 2° 22′ 09″ est   |       |
| Feu de Saint-Pol, situé jetée de Saint-Pol                                    | Dunkerque                    | Nord                    | Hauts-de-France            | inscrit    | « PA59000049 », notice no PA59000049 | 51° 03′ 38″ nord, 2° 20′ 58″ est   |       |
| Chapelle Notre-Dame de Bonsecours                                             | Écaillon                     | Nord                    | Hauts-de-France            | inscrit    | « PA59000047 », notice no PA59000047 | 50° 21′ 14″ nord, 3° 13′ 11″ est   |       |
| Commanderie des Hospitaliers                                                  | Écuélin                      | Nord                    | Hauts-de-France            | inscrit    | « PA59000046 », notice no PA59000046 | 50° 11′ 45″ nord, 3° 53′ 42″ est   |       |
| Ancienne fosse du Sarteau                                                     | Fresnes-sur-Escaut           | Nord                    | Hauts-de-France            | classé     | « PA00107535 », notice no PA00107535 | 50° 27′ 09″ nord, 3° 33′ 24″ est   |       |
| poste d'aiguillage : tour florentine                                          | Leval                        | Nord                    | Hauts-de-France            | inscrit    | « PA59000045 », notice no PA59000045 | 50° 11′ 28″ nord, 3° 50′ 54″ est   |       |
| Opéra                                                                         | Lille                        | Nord                    | Hauts-de-France            | inscrit    | « PA59000043 », notice no PA59000043 | 50° 38′ 15″ nord, 3° 03′ 55″ est   |       |
| Usine élévatoire de Saint-André                                               | Lille                        | Nord                    | Hauts-de-France            | inscrit    | « PA59000044 », notice no PA59000044 | 50° 38′ 54″ nord, 3° 03′ 38″ est   |       |
| Hôtel Auguste-Lepoutre                                                        | Roubaix                      | Nord                    | Hauts-de-France            | inscrit    | « PA59000042 », notice no PA59000042 | 50° 41′ 38″ nord, 3° 10′ 35″ est   |       |
| Ancienne malterie de la distillerie Claeyssens                                | Wambrechies                  | Nord                    | Hauts-de-France            | inscrit    | « PA59000041 », notice no PA59000041 | 50° 41′ 16″ nord, 3° 03′ 10″ est   |       |
| Château de Bertichères                                                        | Chaumont-en-Vexin            | Oise                    | Hauts-de-France            | inscrit    | « PA60000034 », notice no PA60000034 | 49° 16′ 13″ nord, 1° 51′ 26″ est   |       |
| Grange de la ferme de Fourcheret                                              | Fontaine-Chaalis             | Oise                    | Hauts-de-France            | classé     | « PA00114691 », notice no PA00114691 | 49° 11′ 33″ nord, 2° 41′ 58″ est   |       |
| Sucrerie de Francières                                                        | Francières                   | Oise                    | Hauts-de-France            | inscrit    | « PA60000026 », notice no PA60000026 | 49° 27′ 11″ nord, 2° 39′ 13″ est   |       |
| Château des Fontaines                                                         | Gouvieux                     | Oise                    | Hauts-de-France            | inscrit    | « PA60000025 », notice no PA60000025 | 49° 11′ 24″ nord, 2° 27′ 00″ est   |       |
| Abri du Kronprinz                                                             | Nampcel                      | Oise                    | Hauts-de-France            | inscrit    | « PA60000023 », notice no PA60000023 | 49° 28′ 58″ nord, 3° 05′ 42″ est   |       |
| Château de Sarcus                                                             | Pouilly                      | Oise                    | Hauts-de-France            | inscrit    | « PA60000022 », notice no PA60000022 | 49° 16′ 12″ nord, 2° 01′ 35″ est   |       |
| Enceinte gallo-romaine                                                        | Senlis                       | Oise                    | Hauts-de-France            | inscrit    | « PA00114907 », notice no PA00114907 | 49° 12′ 28″ nord, 2° 35′ 04″ est   |       |
| Carrière du Chauffour                                                         | Thiescourt                   | Oise                    | Hauts-de-France            | inscrit    | « PA60000021 », notice no PA60000021 | 49° 33′ 06″ nord, 2° 52′ 21″ est   |       |
| Manoir du Plessis-aux-Bois                                                    | Vauciennes                   | Oise                    | Hauts-de-France            | inscrit    | « PA60000020 », notice no PA60000020 | 49° 13′ 12″ nord, 3° 01′ 16″ est   |       |
| Logis du Hamel Saint-Étienne                                                  | La Carneille                 | Orne                    | Normandie                  | inscrit    | « PA61000018 », notice no PA61000018 | 48° 47′ 00″ nord, 0° 25′ 51″ ouest |       |
| Château de Chandai                                                            | Chandai                      | Orne                    | Normandie                  | inscrit    | « PA61000017 », notice no PA61000017 | 48° 45′ 00″ nord, 0° 43′ 50″ est   |       |
| Château de Lonrai                                                             | Lonrai                       | Orne                    | Normandie                  | inscrit    | « PA61000020 », notice no PA61000020 | 48° 27′ 42″ nord, 0° 02′ 48″ est   |       |
| Immeuble                                                                      | 14e arrondissement de Paris  | Paris                   | Île-de-France              | inscrit    | « PA75140006 », notice no PA75140006 | 48° 50′ 10″ nord, 2° 19′ 52″ est   |       |
| Hôpital Cochin                                                                | 14e arrondissement de Paris  | Paris                   | Île-de-France              | inscrit    | « PA00086616 », notice no PA00086616 | 48° 50′ 18″ nord, 2° 20′ 26″ est   |       |
| École normale de musique de Paris                                             | 17e arrondissement de Paris  | Paris                   | Île-de-France              | classé     | « PA00086721 », notice no PA00086721 | 48° 53′ 02″ nord, 2° 18′ 32″ est   |       |
| Hôtel Gaillard                                                                | 17e arrondissement de Paris  | Paris                   | Île-de-France              | classé     | « PA75170003 », notice no PA75170003 | 48° 52′ 54″ nord, 2° 18′ 37″ est   |       |
| Immeuble                                                                      | 1er arrondissement de Paris  | Paris                   | Île-de-France              | inscrit    | « PA75010010 », notice no PA75010010 | 48° 51′ 29″ nord, 2° 20′ 40″ est   |       |
| Immeuble                                                                      | 1er arrondissement de Paris  | Paris                   | Île-de-France              | inscrit    | « PA75010009 », notice no PA75010009 | 48° 52′ 04″ nord, 2° 19′ 54″ est   |       |
| Central téléphonique                                                          | 3e arrondissement de Paris   | Paris                   | Île-de-France              | inscrit    | « PA75030001 », notice no PA75030001 | 48° 51′ 45″ nord, 2° 21′ 28″ est   |       |
| Immeuble                                                                      | 4e arrondissement de Paris   | Paris                   | Île-de-France              | inscrit    | « PA75040003 », notice no PA75040003 | 48° 51′ 05″ nord, 2° 21′ 28″ est   |       |
| Immeuble                                                                      | 4e arrondissement de Paris   | Paris                   | Île-de-France              | inscrit    | « PA75040002 », notice no PA75040002 | 48° 51′ 04″ nord, 2° 21′ 23″ est   |       |
| Hôtel de Comans d'Astry                                                       | 4e arrondissement de Paris   | Paris                   | Île-de-France              | inscrit    | « PA00086332 », notice no PA00086332 | 48° 51′ 02″ nord, 2° 21′ 29″ est   |       |
| Collège Sainte-Barbe                                                          | 5e arrondissement de Paris   | Paris                   | Île-de-France              | inscrit    | « PA75050002 », notice no PA75050002 | 48° 50′ 52″ nord, 2° 20′ 47″ est   |       |
| Central téléphonique Provence et bureau de poste,                             | 9e arrondissement de Paris   | Paris                   | Île-de-France              | inscrit    | « PA75090001 », notice no PA75090001 | 48° 52′ 20″ nord, 2° 20′ 52″ est   |       |
| Ancienne brasserie-malterie de la Lys                                         | Aire-sur-la-Lys              | Pas-de-Calais           | Hauts-de-France            | inscrit    | « PA62000031 », notice no PA62000031 | 50° 38′ 16″ nord, 2° 23′ 25″ est   |       |
| Hôtel du Premier Président du Conseil Provincial d'Artois                     | Arras                        | Pas-de-Calais           | Hauts-de-France            | inscrit    | « PA00107976 », notice no PA00107976 | 50° 17′ 28″ nord, 2° 46′ 25″ est   |       |
| Chapelle Notre-Dame-de-Lourdes de Bavincourt                                  | Bavincourt                   | Pas-de-Calais           | Hauts-de-France            | inscrit    | « PA62000032 », notice no PA62000032 | 50° 12′ 47″ nord, 2° 32′ 38″ est   |       |
| Maison Pezon                                                                  | Chamalières                  | Puy-de-Dôme             | Auvergne-Rhône-Alpes       | inscrit    | « PA63000017 », notice no PA63000017 | 45° 46′ 33″ nord, 3° 04′ 13″ est   |       |
| Maison Pradon                                                                 | Pionsat                      | Puy-de-Dôme             | Auvergne-Rhône-Alpes       | inscrit    | « PA00092241 », notice no PA00092241 | 46° 06′ 32″ nord, 2° 41′ 35″ est   |       |
| Pont sur la Monne                                                             | Saint-Amant-Tallende         | Puy-de-Dôme             | Auvergne-Rhône-Alpes       | inscrit    | « PA63000018 », notice no PA63000018 | 45° 40′ 01″ nord, 3° 06′ 30″ est   |       |
| Château de la Tour Fondue                                                     | Saint-Amant-Tallende         | Puy-de-Dôme             | Auvergne-Rhône-Alpes       | inscrit    | « PA00092338 », notice no PA00092338 | 45° 40′ 04″ nord, 3° 06′ 31″ est   |       |
| Château de la Chassaigne                                                      | Thiers                       | Puy-de-Dôme             | Auvergne-Rhône-Alpes       | inscrit    | « PA00092428 », notice no PA00092428 | 45° 51′ 32″ nord, 3° 30′ 42″ est   |       |
| Château de Bernadets                                                          | Bernadets                    | Pyrénées-Atlantiques    | Nouvelle-Aquitaine         | inscrit    | « PA64000031 », notice no PA64000031 | 43° 22′ 45″ nord, 0° 17′ 11″ ouest |       |
| Château de Françon                                                            | Biarritz                     | Pyrénées-Atlantiques    | Nouvelle-Aquitaine         | classé     | « PA00132940 », notice no PA00132940 | 43° 27′ 43″ nord, 1° 33′ 36″ ouest |       |
| Église Saint-Pierre de Cette                                                  | Cette-Eygun                  | Pyrénées-Atlantiques    | Nouvelle-Aquitaine         | inscrit    | « PA64000032 », notice no PA64000032 | 42° 56′ 07″ nord, 0° 35′ 14″ ouest |       |
| Église Saint-Jean-Baptiste de Diusse                                          | Diusse                       | Pyrénées-Atlantiques    | Nouvelle-Aquitaine         | classé     | « PA00084383 », notice no PA00084383 | 43° 33′ 55″ nord, 0° 10′ 24″ ouest |       |
| Église Saint-Étienne de Saint-Esteben                                         | Saint-Esteben                | Pyrénées-Atlantiques    | Nouvelle-Aquitaine         | inscrit    | « PA64000035 », notice no PA64000035 | 43° 20′ 27″ nord, 1° 12′ 51″ ouest |       |
| Croix de chemin de Saint-Esteben                                              | Saint-Esteben                | Pyrénées-Atlantiques    | Nouvelle-Aquitaine         | inscrit    | « PA64000034 », notice no PA64000034 | 43° 20′ 32″ nord, 1° 13′ 04″ ouest |       |
| Château de Sainte-Colome                                                      | Sainte-Colome                | Pyrénées-Atlantiques    | Nouvelle-Aquitaine         | inscrit    | « PA64000033 », notice no PA64000033 | 43° 06′ 04″ nord, 0° 24′ 12″ ouest |       |
| Ermitage Notre-Dame de Font-Romeu                                             | Font-Romeu-Odeillo-Via       | Pyrénées-Orientales     | Occitanie                  | inscrit    | « PA66000006 », notice no PA66000006 | 42° 30′ 45″ nord, 2° 02′ 46″ est   |       |
| Magasin Aux Dames de France                                                   | Perpignan                    | Pyrénées-Orientales     | Occitanie                  | inscrit    | « PA66000007 », notice no PA66000007 | 42° 41′ 55″ nord, 2° 53′ 18″ est   |       |
| Château de la Baulme                                                          | Cronat                       | Saône-et-Loire          | Bourgogne-Franche-Comté    | inscrit    | « PA71000010 », notice no PA71000010 | 46° 43′ 39″ nord, 3° 40′ 44″ est   |       |
| Théâtre municipal de Louhans                                                  | Louhans                      | Saône-et-Loire          | Bourgogne-Franche-Comté    | inscrit    | « PA71000011 », notice no PA71000011 | 46° 37′ 45″ nord, 5° 13′ 19″ est   |       |
| Château de la Chassagne                                                       | Saint-Vincent-Bragny         | Saône-et-Loire          | Bourgogne-Franche-Comté    | inscrit    | « PA71000012 », notice no PA71000012 | 46° 30′ 58″ nord, 4° 07′ 19″ est   |       |
| Manoir de Combres                                                             | Moitron-sur-Sarthe           | Sarthe                  | Pays de la Loire           | inscrit    | « PA72000013 », notice no PA72000013 | 48° 15′ 37″ nord, 0° 04′ 34″ est   |       |
| Château de Poncé                                                              | Loir-en-Vallée               | Sarthe                  | Pays de la Loire           | classé     | « PA00109911 », notice no PA00109911 | 47° 45′ 45″ nord, 0° 39′ 32″ est   |       |
| Église Saint-Pierre-et-Saint-Paul de Ruillé-sur-Loir                          | Loir-en-Vallée               | Sarthe                  | Pays de la Loire           | inscrit    | « PA72000014 », notice no PA72000014 | 47° 45′ 06″ nord, 0° 37′ 14″ est   |       |
| Gravures rupestres d'Aussois                                                  | Aussois                      | Savoie                  | Auvergne-Rhône-Alpes       | inscrit    | « PA73000001 », notice no PA73000001 | 45° 13′ 33″ nord, 6° 45′ 14″ est   |       |
| Château de La Houssaye-en-Brie                                                | La Houssaye-en-Brie          | Seine-et-Marne          | Île-de-France              | inscrit    | « PA77000016 », notice no PA77000016 | 48° 45′ 11″ nord, 2° 52′ 18″ est   |       |
| Église Saint-Étienne de Mondreville                                           | Mondreville                  | Seine-et-Marne          | Île-de-France              | classé     | « PA00087110 », notice no PA00087110 | 48° 08′ 37″ nord, 2° 36′ 36″ est   |       |
| Église Saint-Denis de Nantouillet                                             | Nantouillet                  | Seine-et-Marne          | Île-de-France              | classé     | « PA00087161 », notice no PA00087161 | 49° 00′ 05″ nord, 2° 42′ 14″ est   |       |
| Manoir de Betteville                                                          | Betteville                   | Seine-Maritime          | Normandie                  | inscrit    | « PA76000040 », notice no PA76000040 | 49° 32′ 45″ nord, 0° 47′ 57″ est   |       |
| Manoir de l'Aumônerie, dit Ferme des Templiers (Saint-Martin-de-Boscherville) | Saint-Martin-de-Boscherville | Seine-Maritime          | Normandie                  | inscrit    | « PA00101034 », notice no PA00101034 | 49° 26′ 03″ nord, 0° 58′ 02″ est   |       |
| Église Saint-Sulpice-et-Notre-Dame                                            | Noisy-le-Grand               | Seine-Saint-Denis       | Île-de-France              | inscrit    | « PA00079942 », notice no PA00079942 | 48° 51′ 03″ nord, 2° 32′ 52″ est   |       |
| Imprimerie Yvert                                                              | Amiens                       | Somme                   | Hauts-de-France            | inscrit    | « PA80000018 », notice no PA80000018 | 49° 53′ 32″ nord, 2° 17′ 57″ est   |       |
| Hôtel Acloque                                                                 | Amiens                       | Somme                   | Hauts-de-France            | inscrit    | « PA80000019 », notice no PA80000019 | 49° 53′ 12″ nord, 2° 17′ 55″ est   |       |
| Croix de chemin de Martaigneville                                             | Bourseville                  | Somme                   | Hauts-de-France            | inscrit    | « PA80000011 », notice no PA80000011 | 50° 06′ 00″ nord, 1° 30′ 50″ est   |       |
| Monument allemand de Flaucourt                                                | Flaucourt                    | Somme                   | Hauts-de-France            | inscrit    | « PA80000017 », notice no PA80000017 | 49° 54′ 44″ nord, 2° 52′ 02″ est   |       |
| Théâtre municipal                                                             | Albi                         | Tarn                    | Occitanie                  | inscrit    | « PA81000011 », notice no PA81000011 | 43° 55′ 32″ nord, 2° 08′ 56″ est   |       |
| Église Saint-Rémy de Lautrec                                                  | Lautrec                      | Tarn                    | Occitanie                  | classé     | « PA00135477 », notice no PA00135477 | 43° 42′ 20″ nord, 2° 08′ 20″ est   |       |
| Château de Saint-Hippolyte                                                    | Monestiés                    | Tarn                    | Occitanie                  | inscrit    | « PA81000009 », notice no PA81000009 | 44° 03′ 36″ nord, 2° 04′ 13″ est   |       |
| Château de Lastouzeilles                                                      | Palleville                   | Tarn                    | Occitanie                  | inscrit    | « PA81000008 », notice no PA81000008 | 43° 30′ 20″ nord, 1° 59′ 12″ est   |       |
| Château de Lamotte-Bardigues                                                  | Bardigues                    | Tarn-et-Garonne         | Occitanie                  | inscrit    | « PA00095704 », notice no PA00095704 | 44° 02′ 25″ nord, 0° 53′ 03″ est   |       |
| Prieuré de Varen                                                              | Varen                        | Tarn-et-Garonne         | Occitanie                  | classé     | « PA82000005 », notice no PA82000005 | 44° 09′ 27″ nord, 1° 53′ 37″ est   |       |
| Église Sainte-Jeanne-d'Arc                                                    | Belfort                      | Territoire de Belfort   | Bourgogne-Franche-Comté    | inscrit    | « PA90000004 », notice no PA90000004 | 47° 37′ 28″ nord, 6° 50′ 57″ est   |       |
| Sanatorium d'Aincourt                                                         | Aincourt                     | Val-d'Oise              | Île-de-France              | inscrit    | « PA95000005 », notice no PA95000005 | 49° 04′ 50″ nord, 1° 45′ 30″ est   |       |
| Château de Beaumont-sur-Oise                                                  | Beaumont-sur-Oise            | Val-d'Oise              | Île-de-France              | classé     | « PA00079998 », notice no PA00079998 | 49° 08′ 38″ nord, 2° 17′ 11″ est   |       |
| Château de Villers-en-Arthies                                                 | Villers-en-Arthies           | Val-d'Oise              | Île-de-France              | inscrit    | « PA00080232 », notice no PA00080232 | 49° 05′ 33″ nord, 1° 43′ 24″ est   |       |
| Chapelle Perret                                                               | Arcueil                      | Val-de-Marne            | Île-de-France              | classé     | « PA00125470 », notice no PA00125470 | 48° 48′ 33″ nord, 2° 19′ 52″ est   |       |
| Église Notre-Dame-de-l'Assomption                                             | Rungis                       | Val-de-Marne            | Île-de-France              | inscrit    | « PA94000010 », notice no PA94000010 | 48° 44′ 52″ nord, 2° 20′ 57″ est   |       |
| Château de Vincennes                                                          | Vincennes                    | Val-de-Marne            | Île-de-France              | classé     | « PA00079920 », notice no PA00079920 | 48° 50′ 34″ nord, 2° 26′ 09″ est   |       |
| Hôtel de ville                                                                | Vincennes                    | Val-de-Marne            | Île-de-France              | inscrit    | « PA94000011 », notice no PA94000011 | 48° 50′ 52″ nord, 2° 26′ 23″ est   |       |
| Villa tunisienne                                                              | Hyères                       | Var                     | Provence-Alpes-Côte d'Azur | inscrit    | « PA83000010 », notice no PA83000010 | 43° 07′ 03″ nord, 6° 07′ 33″ est   |       |
| Château du Fougeroux                                                          | La Chapelle-Thémer           | Vendée                  | Pays de la Loire           | inscrit    | « PA85000015 », notice no PA85000015 | 46° 34′ 12″ nord, 0° 58′ 26″ ouest |       |
| Maison Millepertuis                                                           | Fontenay-le-Comte            | Vendée                  | Pays de la Loire           | inscrit    | « PA00110119 », notice no PA00110119 | 46° 28′ 00″ nord, 0° 48′ 04″ ouest |       |
| Logis de Chavigny                                                             | Sainte-Gemme-la-Plaine       | Vendée                  | Pays de la Loire           | inscrit    | « PA85000016 », notice no PA85000016 | 46° 27′ 54″ nord, 1° 04′ 53″ ouest |       |
| Château d'Ayron                                                               | Ayron                        | Vienne                  | Nouvelle-Aquitaine         | inscrit    | « PA86000010 », notice no PA86000010 | 46° 39′ 30″ nord, 0° 04′ 35″ est   |       |
| Abbaye de Valence                                                             | Couhé                        | Vienne                  | Nouvelle-Aquitaine         | classé     | « PA00105433 », notice no PA00105433 | 46° 18′ 39″ nord, 0° 10′ 23″ est   |       |
| Ensemble canonial                                                             | Auxerre                      | Yonne                   | Bourgogne-Franche-Comté    | classé     | « PA00125335 », notice no PA00125335 | 47° 47′ 52″ nord, 3° 34′ 25″ est   |       |
| Église Saint-Georges de Chemilly-sur-Yonne                                    | Chemilly-sur-Yonne           | Yonne                   | Bourgogne-Franche-Comté    | inscrit    | « PA89000020 », notice no PA89000020 | 47° 53′ 50″ nord, 3° 33′ 42″ est   |       |
| Maison des Goix                                                               | Coutarnoux                   | Yonne                   | Bourgogne-Franche-Comté    | inscrit    | « PA89000019 », notice no PA89000019 | 47° 35′ 10″ nord, 3° 57′ 57″ est   |       |
| Ocrerie de Sauilly                                                            | Diges                        | Yonne                   | Bourgogne-Franche-Comté    | inscrit    | « PA89000018 », notice no PA89000018 | 47° 43′ 31″ nord, 3° 21′ 14″ est   |       |
| Maison                                                                        | Égleny                       | Yonne                   | Bourgogne-Franche-Comté    | inscrit    | « PA89000017 », notice no PA89000017 | 47° 48′ 32″ nord, 3° 21′ 54″ est   |       |
| Maison de la Motte                                                            | Rugny                        | Yonne                   | Bourgogne-Franche-Comté    | inscrit    | « PA89000016 », notice no PA89000016 | 47° 53′ 55″ nord, 4° 08′ 30″ est   |       |
| Regard du Jongleur                                                            | Louveciennes                 | Yvelines                | Île-de-France              | inscrit    | « PA78000009 », notice no PA78000009 | 48° 51′ 18″ nord, 2° 06′ 28″ est   |       |
| Hôtel des Postes de Rambouillet                                               | Rambouillet                  | Yvelines                | Île-de-France              | inscrit    | « PA78000010 », notice no PA78000010 | 48° 38′ 50″ nord, 1° 49′ 27″ est   |       |
| Immeuble                                                                      | Saint-Germain-en-Laye        | Yvelines                | Île-de-France              | inscrit    | « PA78000011 », notice no PA78000011 | 48° 53′ 49″ nord, 2° 05′ 27″ est   |       |
| Église Saint-Pierre-Saint-Paul de Saulx-Marchais                              | Saulx-Marchais               | Yvelines                | Île-de-France              | inscrit    | « PA78000012 », notice no PA78000012 | 48° 50′ 29″ nord, 1° 50′ 09″ est   |       |